# Bursztyn
Bursztyn, jantar, amber (łac. sucinum, czasem także elektrum z gr. ἤλεκτρον – elektron) – kopalna żywica drzew iglastych, a w rzadszych przypadkach żywicujących liściastych drzew z rzędu bobowców czy rodziny dwuskrzydłowatych. 
Znanych jest około 60 odmian (gatunków). Najstarsze z nich pochodzą z utworów dewońskich (stwierdzono je w Kanadzie) i karbońskich (Illinois, USA); najmłodsze, niezaliczane zasadniczo do bursztynów są znajdowane w Ameryce Południowej, Afryce, Australii i Nowej Zelandii (kopal).
Największe znane złoża bursztynów, szacowane na 90% całych zasobów światowych, zlokalizowane są w obwodzie królewieckim (Rosja).

## Nazwy
Polska nazwa bursztyn pochodzi od niemieckiego Bernstein (kamień, który się pali). Znany był od dawna pod różnymi nazwami:
- sukcynit – nazwa geologiczna, pochodzi od łacińskiej formy succinum, która powstała od łac. succus – sok, żywica drzewna; nazwa succinum używana jest również w farmacji.
- Grecy nazywali ten kamień elektron (ηλεκτρον), co oznacza świecący i błyszczący; od nazwy tej pochodzi określenie elektryczności
- Rzymianie nazywali bursztyn electrum, co było zapożyczeniem z greki lub lyncurium, czyli mocz rysia, albowiem według legendy złocisty kamień powstał ze skamieniałego moczu tego drapieżnika;
- Estowie (ludy bałtyjskie), jak podaje Tacyt, nazywali go słowem glaesum, które to słowo było również używane w łacinie[8] i od którego pochodzi słowo szkło (glass, glas) używane w językach germańskich
- Egipcjanie nazywali bursztyn sokal;
- Arabowie anbar, ponieważ zapach pocieranego bursztynu kojarzył się z zapachem ambry; od tej nazwy pochodzi angielskie amber
- Persowie nazywali kamień karuba – złoty rabuś;
- używana w niektórych językach słowiańskich nazwa jantar pochodzi od litewskiego gintaras lub gentaras[9]
- Żydzi nazywali go chaszmal, co dosłownie oznacza przepływ prądu, ale metafizycznie również Moc Boża, Moc Anielska, Tchnienie[10]

## Właściwości

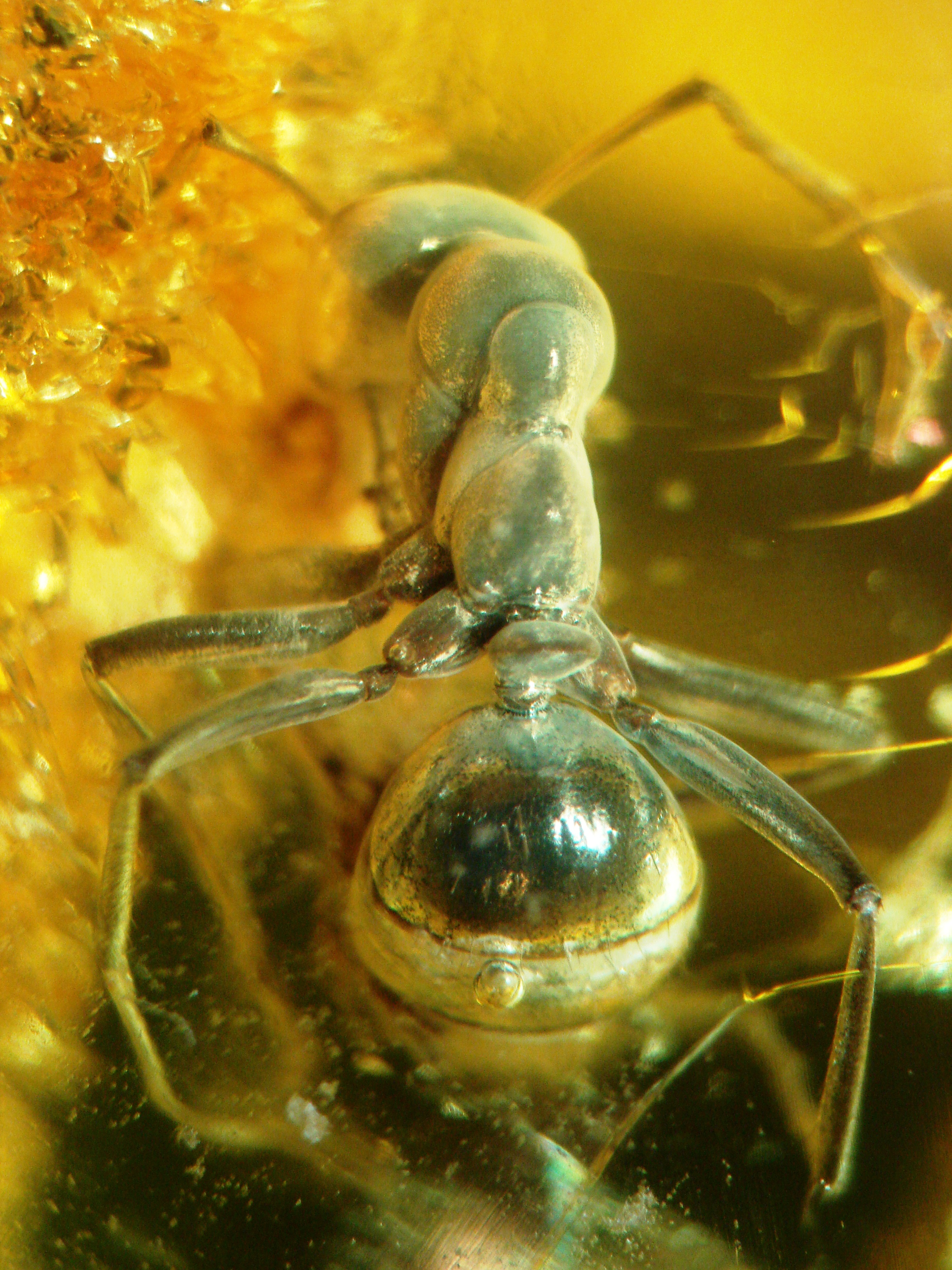
Inkluzja w bursztynie – mrówka

- Skład chemiczny: mieszanina kilkudziesięciu różnych związków, o średniej zawartości ok. 67 do 81% węgla i ok. 1% siarki; resztę stanowią tlen i wodór. Jednym ze składników jest kwas bursztynowy (3–8% w sukcynicie, poniżej 3% w innych odmianach bursztynu)
- Barwa: jasnożółta do brunatnej („bursztynowa”), bywa też mlecznobiały, niebieski, zielonkawy, bezbarwny, czerwony i czarny
- Połysk: tłusty
- Przełam: muszlowy, schodkowy
- Przezroczystość: przezroczysty, przeświecający, do nieprzezroczystego
- Rysa: biała
- Twardość w skali Mohsa: 2,0 – 2,5
- Gęstość: 1,05 – 1,09 g/cm³
- Łupliwość: brak
- Luminescencja: fluoroscencja – brunatnobiała do żółtozielonej, dla burmitu niebieska
- Temperatura topnienia 287–300 °C
- Współczynnik załamania światła 1,539 – 1,542

Tworzy nieregularne bryłki. Największa znaleziona bryła bursztynu bałtyckiego waży 9,75 kg. Najczęściej spotykany jest bursztyn żółty, rzadsze są odmiany bezbarwne, czerwone, zielonkawe, a ich przejrzystość zależy od zawartości drobnych pęcherzyków powietrza. Bryłki bursztynu zawierają niekiedy pochodzące z okresu kredy i kenozoiku szczątki zwierząt lub roślin, tzw. inkluzje. Inkluzje stałe są reprezentowane przez różne minerały np. piryt czy kwarc, oraz owady, rzadziej pajęczaki, drobne płazy i gady (również dinozaury, w tym ptaki), rośliny i ich szczątki. Inkluzje stanowią cenny materiał badawczy dla biologów i paleontologów.

## Odmiany
- burmit;
- bursztyn bałtycki;
- aikait – odmiana bursztynu znajdowana na Węgrzech i we Francji;
- bursztyn dominikański – odmiana bursztynu znajdowana w osadach trzeciorzędowych w Dominikanie na Karaibach;
- bursztyn japoński – odmiana bursztynu wydobywanego w północnej części wyspy Honsiu (Japonia), nad brzegiem Oceanu Spokojnego;
- bursztyn libański – odmiana bursztynu znajdowana w osadach kredowych (kreda dolna) w Libanie na Bliskim Wschodzie;
- bursztyn meksykański – odmiana bursztynu znajdowana w osadach trzeciorzędowych (oligocen górny – miocen dolny) w Meksyku;
- bursztyn tajmyrski;
- bursztyn z Oise;
- cyberyt;
- keflachit;
- keuperyt;
- retynit – odmiana cechująca się zawartością kwasu bursztynowego poniżej 3%, czym różni się od sukcynitu (wszystkie pozostałe bursztyny są odmianami retynitu);
- rumenit – odmiana spotykana w Rumunii;
- symetyt – charakteryzuje się wyraźną opalescencją, spotykany we Włoszech;
- walchowit – całkowicie nieprzezroczysty, barwy beżowej; występuje na Morawach;
- krancyt – odmiana spotykana w Saksonii[13].

## Występowanie

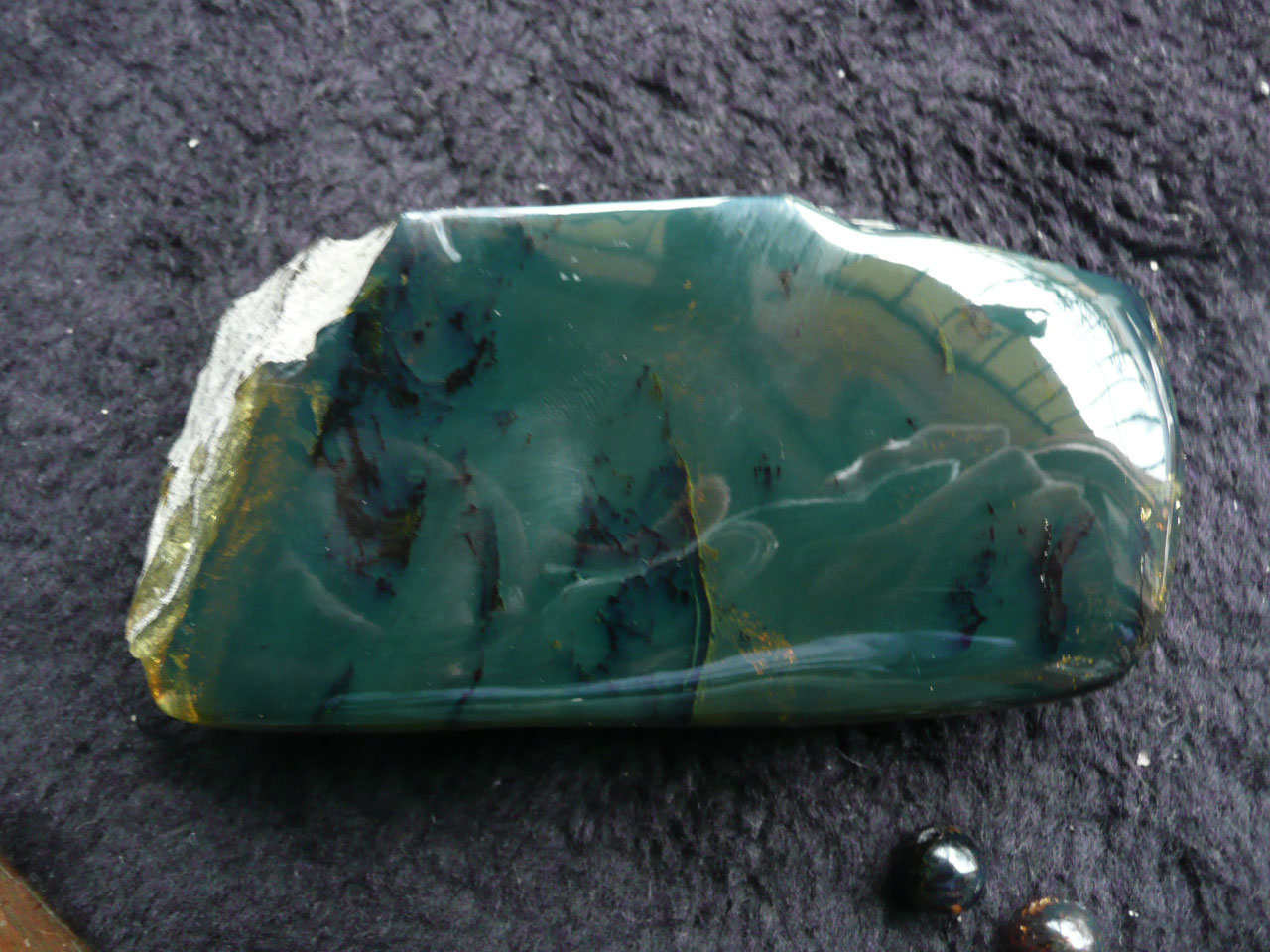
Zielony bursztyn z rejonu Karaibów

- Występuje w utworach trzeciorzędowych: bałtycki, dominikański, birmański (birmit) – odmiana spotykana w Tajlandii, Wietnamie, Malezji, Mjanmie, chilijski, meksykański, australijski, grenlandzki (szraufit), sachalinski, sycylijski;
- W utworach kredowych: libański, jakucki, willeryt, cedaryt – spotykany w Kanadzie, walchowit i neudorfit – odmiany spotykane w Czechach. Najbardziej znany – sukcynit jest znajdowany w utworach trzeciorzędowych Polski, Litwy, Łotwy, Rosji, Danii, Niemiec. Inne żywice kopalne są spotykane w Argentynie (ambryt), w Afryce, na Madagaskarze.

Za największe na świecie pokłady bursztynu uważa się znajdujące się w okolicy Jantarnego nad Bałtykiem w obwodzie królewieckim, wydobywane przemysłowo w kopalniach odkrywkowych od XIX wieku.
W Polsce udokumentowane geologicznie (2010) są cztery złoża o łącznej zasobności bursztynu (bilans geologiczny) 1118 ton: największe w Górce Lubartowskiej 1088 ton (w osadach eoceńskiej delty), na Przeróbce 17 ton (złoże wtórne w czwartorzędowym osadzie), w Wiślince 2,7 tony (złoże wtórne w czwartorzędowym osadzie) i w Możdżanowie 10 ton (w krze osadów eoceńskich w obrębie plejstocenu); prócz tego rocznie skupuje się 4–6 ton bursztynu pozyskanego według oficjalnych danych z plaż Bałtyku.
Sporadycznie bursztyn był znajdowany również w centralnej Polsce, np. w Warszawie, na południu Polski, w Krakowie, na Górnym i Dolnym Śląsku np. w okolicach Wrocławia, Bytomia, Jaworzna, czy Zabrza.
W 2024 roku znaleziono bursztyn na Antarktydzie w warstwie lignitu sprzed około 90 mln lat.

## Zastosowania
Najbardziej ceniony w jubilerstwie bursztyn bałtycki, znany od pradziejów, po raz pierwszy włączony do wykazów mineralogicznych przez Breithaupta w XIX wieku, inaczej zwany jest sukcynitem. Z powodu niewielkiej twardości ulega szybko zarysowaniom oraz zmatowieniu powierzchni w przypadku kontaktu z twardszymi materiałami, np. ziarenkami piasku zawartymi w kurzu i powietrzu. Bursztyn jest przedmiotem handlu. Największe międzynarodowe targi bursztynu na świecie Amberif odbywają się w Gdańsku.
W medycynie ludowej dym bursztynowych kadzidełek zabijał zarazki, a noszone na szyi korale zapobiegają bólom gardła i głowy oraz wzmacniają tarczycę. Ogrzane grudki bursztynu stosowało się do wyciągania z oczu ciał obcych (muszek, pyłków). Utłuczony proszek zażywano jak tabakę, co miało oczyścić zatoki i pomóc w pozbyciu się kataru.
W bursztynie występują liczne skamieniałe organizmy, które są użyteczne w badaniach naukowych, podobnie jak i inkluzje nieorganiczne zawarte w żywicy kopalnej.

## Wielkość
Największe bryły osiągają wagę kilku, a wyjątkowo kilkunastu kilogramów.